# Păuca
Păuca es una comuna ubicada en el distrito de Sibiu, Rumania.

## Superficie
Posee una superficie de 73,65 kilómetros cuadrados.

## Demografía
Hasta 2021 la población era de 1535 habitantes, con una densidad de población de 20,84 habitantes por kilómetro cuadrado.